# دايسوكي ناكانو
دايسوكي ناكانو (23 ديسمبر 1987 كاناغاوا اليابان - ) هو لاعب كرة قدم ياباني يلعب كلاعب وسط.